# Procfs
procfs (od ang. process file system, system plików procesów) – wirtualny system plików, który pozwala na komunikację z jądrem uniksowego systemu operacyjnego poprzez interfejs wirtualnego systemu plików. Jego struktura plików i katalogów nie jest związana z żadnym nośnikiem danych, a występuje jedynie w pamięci operacyjnej komputera.
System plików jest montowany w katalogu /proc. Z punktu widzenia użytkownika katalog ten nie różni się od innych katalogów w systemie. Jednak jego zawartość (jak i zawartość każdego z plików), jest generowana automatycznie na podstawie zawartości odpowiednich struktur danych jądra i reprezentuje stan systemu w chwili odczytu. W szczególności można odczytać dane o działających procesach – każdy proces ma w tym katalogu swój podkatalog, którego nazwę stanowi numer identyfikacyjny procesu (PID).
Można również zapisywać dane do niektórych plików w tym katalogu, przekazując w ten sposób komendy bezpośrednio do działającego jądra zmieniając jego stan.
Format danych możliwych do odczytania lub zapisania może być różny dla różnych plików, jednak najczęściej jest to tekst.
Procfs jest dostępny na wymienionych systemach operacyjnych:
- Solaris
- IBM AIX
- BSD i pochodne
- Linux
- QNX